# Noaillan
Noaillan – miejscowość i gmina we Francji, w regionie Nowa Akwitania, w departamencie Żyronda.
Według danych na rok 1990 gminę zamieszkiwało 858 osób, a gęstość zaludnienia wynosiła 27 osób/km² (wśród 2290 gmin Akwitanii Noaillan plasuje się na 489. miejscu pod względem liczby ludności, natomiast pod względem powierzchni na miejscu 257.).